# Liz & Dick
Liz & Dick är en film om förhållandet mellan Elizabeth Taylor och Richard Burton. Regisserad av Lloyd Kramer, stjärnorna i filmen är Lindsay Lohan som Taylor och Grant Bowler som Burton. Premiär i november i USA, svenskt premiärdatum EJ bestämt.

## Rollista
- Lindsay Lohan som Elizabeth Taylor
- Grant Bowler som Richard Burton
- Theresa Russell som Sara Taylor
- David Hunt som Ifor Jenkins
- Bruce Nozick som Bernard
- Tanya Franks som Sybil Burton
- Charles Shaughnessy som Anthony Asquith
- David Eigenberg som Ernest Lehman
- Creed Bratton som Darryl Zanuck
- Andy Hirsch som Eddie Fisher
- Taylor Ann Thompson som Kate Burton ålder:10
- Trevor Thompson som Christopher Wilding ålder:7
- Brian Howe som Joseph Mankiewicz
- Henry Hereford som London Hotel Manager
- Michael Matucci som Gianni Bulgari